# 方濟各會教堂 (布拉提斯拉瓦)
方济各会教堂（斯洛伐克语：Františkánsky kostol或Kostol Zvestovania Pána）是斯洛伐克首都布拉迪斯拉发老城现存最古老的宗教建筑。该教堂于1297年圣化，匈牙利国王安德鲁三世出席。在过去，该教堂建筑为市民或匈牙利贵族的大型聚会服务。 1526年，费迪南德一世，神圣罗马帝国皇帝在此当选为匈牙利国王。 国王们在加冕期间通常在这座教堂里加封贵族们为金马刺骑士团的骑士。该建筑物多次遭到火灾和地震的破坏，其原始建筑只保留了一小部分，最明显的是长老会部分。 毗邻的有个地下墓室的圣约翰福音传教士教堂建于14世纪下半叶，被认为是该市最好的哥特式建筑之一。

## 外部連結
- Localisation of the Franciscan Church on the map of Bratislava （页面存档备份，存于）

48°08′42″N 17°06′30″E / 48.14500°N 17.10833°E